# Marceli Strzykalski
Marceli Konrad Strzykalski (ur. 19 lutego 1931 w Nowym Bytomiu, zm. 6 kwietnia 2014 w Würselen) – polski piłkarz grający na pozycji pomocnika.
Reprezentował barwy kilku klubów. Największe sukcesy odniósł w Legii Warszawa. Zadebiutował w niej 17 października 1954 roku w zremisowanym 1:1 meczu z ŁKS Łódź. Wystąpił także w pierwszym spotkaniu warszawskiego klubu w europejskich pucharach – 12 września 1956 zagrał w przegranym 0:4 pojedynku Pucharu Europy ze Slovanem Bratysława. Łącznie rozegrał w Legii 177 meczów i strzelił 20 goli. Wraz z nią dwukrotnie wywalczył dublet – mistrzostwo Polski oraz puchar kraju (1955, 1956). Karierę piłkarską zakończył w Wawelu Kraków.
W reprezentacji Polski zadebiutował 21 września 1952 roku w wygranym 3:0 meczu z NRD. Łącznie w barwach narodowych wystąpił w 17 spotkaniach – po raz ostatni 8 października 1961 w przegranym 0:2 pojedynku z Republiką Federalną Niemiec. Ponadto w 1960 roku brał udział w igrzyskach olimpijskich w Rzymie – w turnieju tym rozegrał trzy mecze.
Po zakończeniu kariery zawodniczej pracował jako trener, m.in. w GKS Katowice, najpierw jako tymczasowy trener w dwóch spotkaniach rundy jesiennej sezonu 1967/1968, następnie w rundzie wiosennej sezonu 1969/1970, następnie w rundzie wiosennej sezonu 1971/1972 i sezonie 1972/1973.